# Thaumaspis trigonurus
Thaumaspis trigonurus är en insektsart som beskrevs av Bolívar, I. 1900. Thaumaspis trigonurus ingår i släktet Thaumaspis och familjen vårtbitare. Inga underarter finns listade i Catalogue of Life.